# Wijbrand Buma

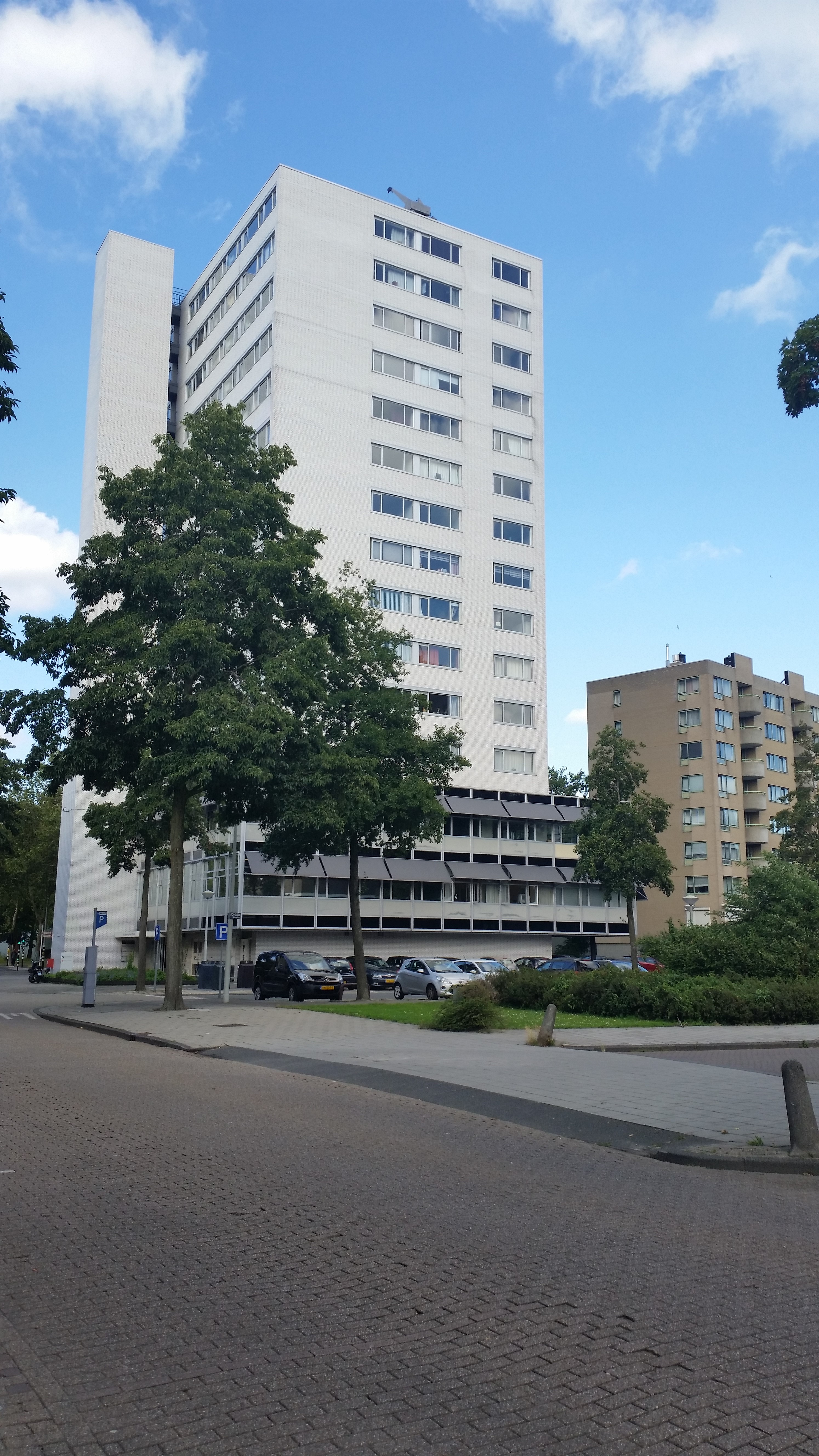
Van Leijenberghlaan 101-201 (september 2019)

Wijbrand Buma (Leeuwarden, 8 augustus 1922 – Heemstede (Noord-Holland), 7 juli 2006) was een Nederlands architect.
Hij was zoon van magazijnmeester Wijbrand Buma (Wzn/Wybrenzoon) en Maria Anna Hendrika Horst. Hijzelf was getrouwd met Helena Wilhelmina (Len) Duits.
Hij werkte vanaf 1952 samen met Henk Brakel in het architectenbureau Brakel & Buma. Hij was studiegenoot van Brakel aan de Academie van Bouwkunst in Amsterdam. Daar waar Brakel zich interesseerde voor grote projecten, verdiepte Buma zich in de (sociale) woningbouw. Samen waren ze verantwoordelijk voor bijvoorbeeld de HTS in Haarlem (later InHolland en ook tijdelijk het Provinciehuis) en een torenflat aan de Van Leijenberghlaan in Amsterdam. Het kantoor Brakel & Buma ging later samenwerken met Klous & Brandjes (BBKB), die in 1992 meewerkten aan het ontwerp van de wisselzone te Almere, Filmwijk. Later bleven alleen de laatste twee over. De eerste twee ontwierpen onder andere het Raadhuis in Hoofddorp (Brakel, Buma); de laatste twee (Klous, Brandjes) pasten het in de loop der jaren aan aan nieuwe wensen van de gebruiker.

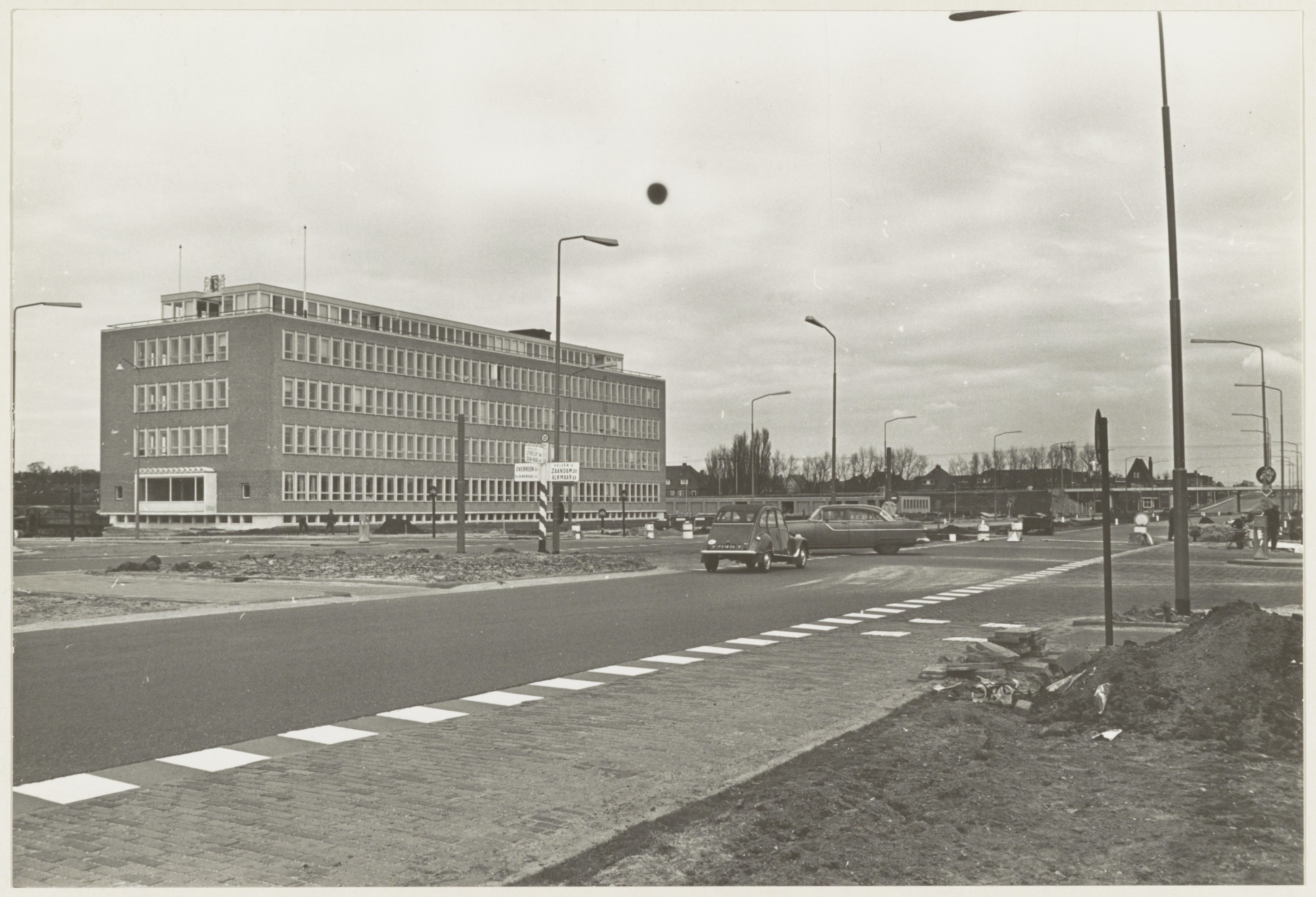
HTS, Haarlem, 1963